# Маскетт, Дженни
Дже́нни Ма́скетт (англ. Jennie Muskett; 1955) — британский композитор.

## Биография
Дженни Маскетт жила в Лондоне, Южной Африке и Лос-Анджелесе, а также создала международную репутацию композитора для кино и телевидения, написав музыку для проектов Miramax, Paramount, Disney, IMAX, BBC и многих других.
На протяжении многих лет Маскетт также работала в Голливуде, как композитор таких фильмов как «Принц и я» (2004), режиссёр Марта Кулидж, и «Реальные девчонки» (2005) с Хилари Дафф и Анжеликой Анжелика Хьюстон в главных ролях.
Маскетт обучалась в Королевском музыкальном колледже в Лондоне и вскоре начала карьеру виолончелиста, играя в британских оркестрах. Её творческая карьера началась, когда её пригласили написать музыку для документального фильма о естественной истории, который, в свою очередь, стимулировал дальнейшие поручения в этом жанре. Она работала в таких производственных компаниях, как National Geographic, Discovery, BBC и IMAX.
У Маскетт есть студия в Лос-Анджелесе и в Хайгейте, Лондон, и она проводит своё время в обеих, занимаясь написанием музыки как для кино, так и для телевидения.